# Озерце (Шацький район)
Озерце — озеро в Шацькому районі Волинської області України.
Озеро Озерце знаходиться на схід від озера Карасинець і на північний схід від селища Шацьк. Ці озера дуже близько розміщені один від одного і з'єднані короткою протокою.
Площа озера становить 13,4 га, довжина — 600 м, ширина — 375 м, максимальна глибина — 3,0 м, середня глибина — 1,6 м: об'єм води становить 0,2 тис.м³.
Фітопланктон озера не дуже різноманітний. Найчисельнішими є хлорококкові водорості. Також поширені діатомові і синьо-зелені водорості.
Вища водна рослинність представлена такими видами, як очерет звичайний, рогіз вузьколистий, латаття жовте, рдесник, елодея канадська та харові водорості.
Озеро неглибоке, глибини не перевищують 3 м. Воно добре прогрівається до самого дна, чим і спричинене багатство підводної і надводної рослинності. Але, з іншого боку, така мала глибина має і свої недоліки. Взимку, особливо при великих морозах це може призвести до утворення заморних явищ.
Іхтіофауна озера є типовою для малих озер Шацького національного природного парку, і не відзначається різноманітністю видів. Тут поширені плотва, краснопірка, окунь, йорж, карась, в'юн, ротань, щука та короп.
З водоплавних птахів на даній водоймі можна зустріти лиску, чубату чернь, крижнів, сизих та звичайних мартинів, чорноволих гагар та, зрідка, лебедів. Але й ці птахи тут мало гніздуються і зустрічаються в невеликих кількостях, тільки при перельотах їх тут трохи більше.
Озеро Озерце мало використовується в рекреаційних цілях. Тут немає ніяких баз відпочинку, але рибалки полюбляють це озеро за багатство риби та приємний відпочинок.